# Sainte-Innocence
Sainte-Innocence foi uma comuna francesa na região administrativa da Nova Aquitânia, no departamento Dordonha. Estendia-se por uma área de 7,14 km². Em 2010 a comuna tinha 309 habitantes (densidade: 43,3 hab./km²).
Foi criada em 1 de janeiro de 2019, a partir da fusão das antigas comunas de Saint-Julien-Innocence-Eulalie.